# Stara Gradiška
Stara Gradiška (tyska: Altgradisch) är en by i landsdelen Slavonien i östra Kroatien vid gränsen till Bosnien och Hercegovina.

## Historia
Dagens stad ligger på grunderna av den romerska staden Servitium. En keltisk hjälm från 100-talet f.Kr som hittades i byn Donji Varoš vittnar om att området var befolkat tidigt. 
Under andra världskriget inrättade de kroatiska Ustašastyrkorna 1941 ett koncentrationsläger för serber och romer i det lilla samhället. Lägret ingick i det omfattande Jasenovac-komplexet och denna avdelning var avsedd för kvinnliga fångar. De kvinnliga fångarna fick dagligen bevittna mord, våldtäkter, svält och slavarbete. 
Lägret i Stara Gradiška befriades av Röda armén i april 1945.